# Nemesia ibiza
Nemesia ibiza là một loài nhện trong họ Nemesiidae.
Nemesia ibiza được miêu tả năm 2005 bởi Decae.